# Jasrana
Jasrana là một thị xã và là một nagar panchayat của quận Firozabad thuộc bang Uttar Pradesh, Ấn Độ.

## Địa lý
Jasrana có vị trí 27°15′B 78°41′Đ / 27,25°B 78,68°Đ Nó có độ cao trung bình là 169 mét (554 feet).

## Nhân khẩu
Theo điều tra dân số năm 2001 của Ấn Độ, Jasrana có dân số 9279 người. Phái nam chiếm 53% tổng số dân và phái nữ chiếm 47%. Jasrana có tỷ lệ 67% biết đọc biết viết, cao hơn tỷ lệ trung bình toàn quốc là 59,5%: tỷ lệ cho phái nam là 74%, và tỷ lệ cho phái nữ là 59%. Tại Jasrana, 16% dân số nhỏ hơn 6 tuổi.